# Zidanta II
Zidanta II ou Zidantas II foi um rei hitita que governou no século XV a.C., sucedendo a Taurvaili e sendo sucedido por Huzia II. Pouco se sabe sobre seu governo, exceto uma guerra entre o reino hitita e reino Quizuatena no que foi firmado um tratado o último entre um rei hitita e um rei de Quizuatena. Foi sucedido por Huzia II, no qual as relações com Zidanta II é desconhecido.

## Reinado
Zidanta II reinou depois de 1 450 a.C., sendo possivelmente sobrinho de Hantil II. Portava o título de Labarna, o "grande rei" e "Sol meu". Sua esposa chamava-se Iaia. No seu tempo, os estados hurritas se fortaleceram e o reino hitita continuou em declínio ao ponto de ser saqueado. As relações do reino hitita e Quizuatena deterioram-se quando os dois reinos passam a disputar territórios um do outro. Como seus predecessores, Zidanta II fez um tratado com o rei de Quizuatena Pilia, sendo este o último tratado em condições de igualdade que um rei hitita faria com um rei de Quizuatena pois logo após o país foi conquistado por Paratarna, rei de Mitani, que fez de Pilia seu vassalo. Por fim, Zidanta II foi sucedido por Huzia II, do qual se desconhece o parentesco com seu predecessor.

## Carta de Idri-Mi
Nessa época, Idri-Mi, rei de Alalaque e vassalo de Mitani, fez um acordo com Pilia, que lhe permitiu passagem por suas terras para saquear o país dos hititas, tal era o enfraquecimento dos hititas que não ouve reação por parte do rei hitita da época de Zidanta II. Nos seus registros, Idri-Mi diz :
"Tomei soldados e subi contra o  país dos Hititas e destruí sete dos seus lugares fortificados esses são os lugares fortificados: Passaque, Damurutrei, Hulacam, Zise, Le, Uluzina e Zaruna. O país dos hititas não marchou contra mim eu pude fazer o que quis. Fiz prisioneiros deles, pinhei as suas riquezas, posses e propriedades, e distribui-as aos meus soldados minhas tropas auxiliares, meus irmãos e amigos. Então, voltei ao país de Muquis e entrei (em triunfo) na minha cidade Alalaque".